# Mulus

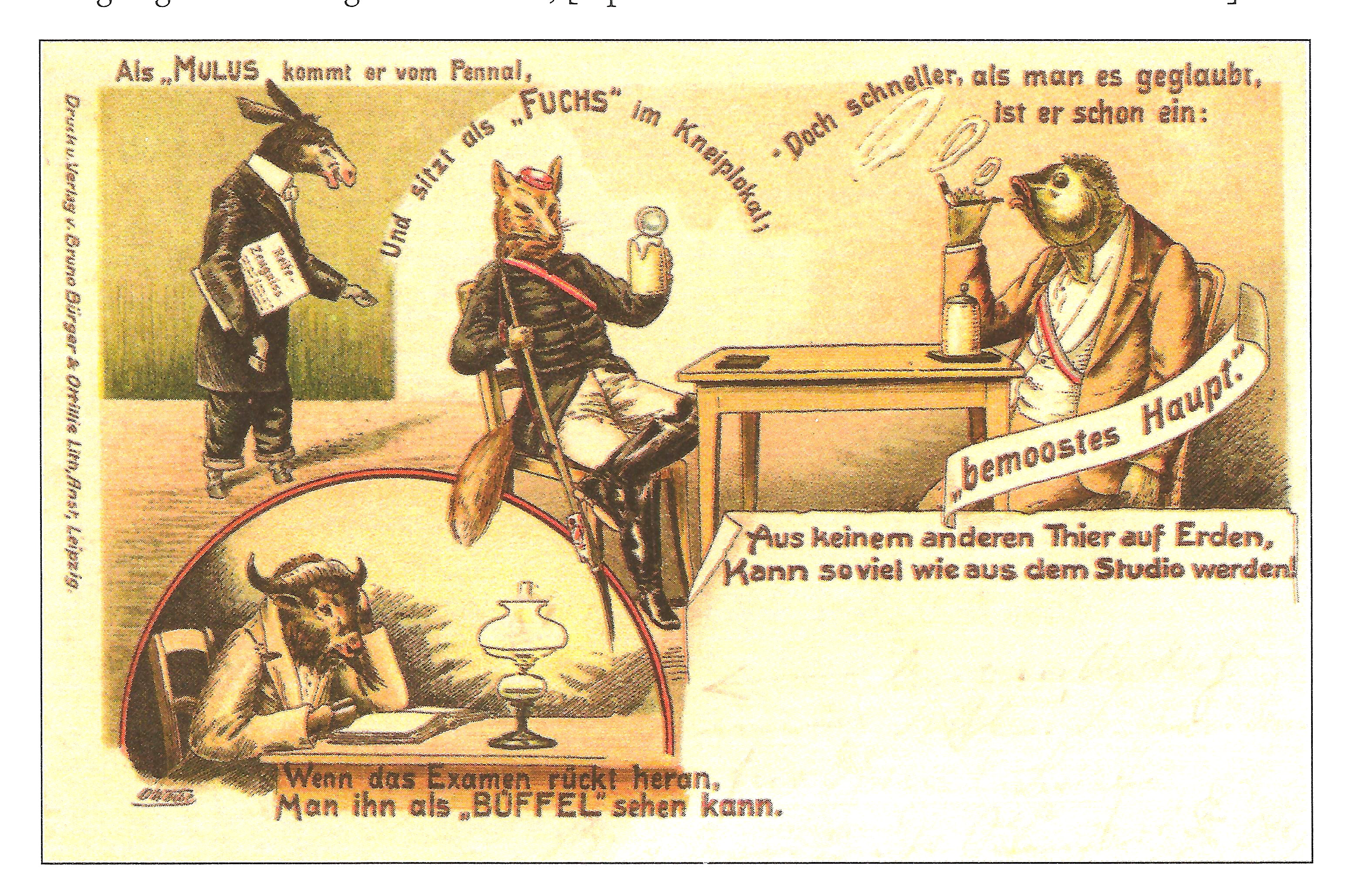
Cartão Postal de 1903: O estudante MULUS em desenhos na Alemanha.

Mulus é um termo que foi utlizado até no Século XX na Alemanha, especialmente por estudantes (ver socioleto), para descrever uma pessoa, geralmente jovem, que já tinha sido aprovada no exame de entrada à universidade de seu país, o Abitur, mas que entrementes ainda não havia iniciado os seus estudos acadêmicos de nível superior (ainda não estava matriculado formalmente).
A metáfora remete ao termo latim mulus, i.e. mula, um animal que não é nem asno, e nem cavalo.